# Vivien Thomas

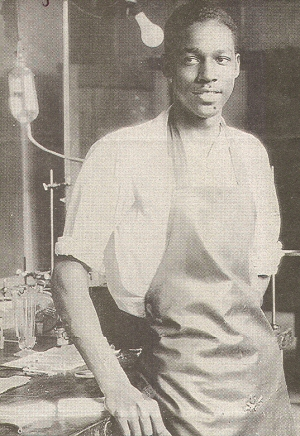
Vivien Thomas

Vivien Theodore Thomas (* 29. August 1910 in New Iberia, Louisiana; † 26. November 1985) war ein US-amerikanischer Operationstechnischer Assistent und angelernter Chirurg, der in den 1940er Jahren wesentlich an der Entwicklung einer Behandlungsmethode des Blue-Baby-Syndroms beteiligt war. Er war Assistent von Alfred Blalock an der Vanderbilt University in Nashville, Tennessee und später an der Johns-Hopkins-Universität in Baltimore, Maryland. Obwohl Thomas über keinerlei weiterführende Schulbildung verfügte, zählt er zu den Pionieren der Herzchirurgie.

## Kindheit und Jugend
Vivien Thomas wurde in New Iberia, einem Ort in der Nähe von Lake Providence, Louisiana geboren. Er besuchte in den 1920ern die Pearl High School in Nashville. Trotz der zu dieser Zeit im amerikanischen Bildungssystem herrschenden Rassentrennung erhielt der Afroamerikaner eine vergleichsweise gute Schulbildung. Seine Pläne, im Anschluss an die High School ein College zu besuchen und Medizin zu studieren, konnte er aufgrund seiner wirtschaftlichen Situation während der Großen Depression nicht verwirklichen. Er arbeitete als Zimmermann und Hausmeister und lernte in diesem Zusammenhang den Chirurgen Alfred Blalock kennen.

## Zusammenarbeit mit Alfred Blalock
Von Anfang an zeigte Thomas ein außergewöhnliches Interesse und eine Begabung für die Chirurgie, woraufhin Blalock ihn immer stärker in seine Arbeit mit einbezog. Blalock lehrte ihn, gemeinsam mit seinem wissenschaftlichen Mitarbeiter Joseph Beard, die anatomischen und physiologischen Grundlagen, die Thomas erlaubten, auch schwierige Operationstechniken und Forschungsmethoden zu beherrschen. Trotz des gegenseitig entgegengebrachten großen Respekts und ihrer hervorragenden Zusammenarbeit blieb ihr sozialer Kontakt aufgrund ihrer unterschiedlichen Hautfarben distanziert. In der von Rassentrennung und Rassismus geprägten Zeit der 1930er Jahre wurde Thomas, obwohl er in Blalocks Labor die Aufgaben eines Post-Doktoranden erfüllte, als Hausmeister bezeichnet und bezahlt.
Zusammen erzielten sie bahnbrechende Erfolge in der Erforschung der Ursachen des hämorrhagischen und traumatischen Schocks. Diese Arbeit ging später in die Erforschung des Crush-Syndroms über und war von entscheidender Bedeutung für die Behandlung verwundeter Soldaten während des Zweiten Weltkrieges. In dieser Phase begannen Thomas und Blalock mit Experimenten im Bereich der kardiologischen und vaskulären Operationstechniken, obwohl die Medizin zu dieser Zeit Operationen am offenen Herzen noch ablehnte. Diese Forschungen wurden Grundlage der revolutionären und lebensrettenden Operationstechniken, die sie ein Jahrzehnt später an der Johns Hopkins University durchführten.

## Johns-Hopkins
1941 wurde Blalock aufgrund seiner Erfolge die Position des Chefs der Chirurgie an der Johns-Hopkins-Universität angeboten und er schlug vor, dass Thomas ihn begleiten sollte. Thomas kam noch im selben Jahr mit seiner Frau Clara und ihrem jungen Kind in Baltimore an. Neben einer sehr schwierigen Lage auf dem Wohnungsmarkt traf Thomas dort auf eine weit stärker ausgeprägte Segregation als im Süden. An der Johns-Hopkins wurden beispielsweise Afroamerikaner nur als Hausmeister beschäftigt, so dass Thomas mit seinem weißen Arztkittel für Aufsehen sorgte.

## Blue-Baby-Syndrom
1943 wurde Blalock, während er seine Forschungen im Bereich des traumatischen Schocks fortsetzte, von der bekannten Kinderärztin und Kardiologin Helen Taussig angesprochen, die nach einer Behandlungsmöglichkeit für die komplexe und tödliche Fallot-Tetralogie, dem sogenannten Blue-Baby-Syndrom, suchte. Bei dieser Fehlbildung wird das Blut der Neugeborenen an der Lunge vorbeigeleitet, was eine Unterversorgung mit Sauerstoff zur Folge hat, die sich als zyanotische Blaufärbung manifestiert. Nach den autobiographischen Aufzeichnungen Thomas’ schlug Taussig vor, die „Rohrleitungen wieder zu verbinden“, um mehr Blut in die Lungen zu leiten, hatte jedoch keine Vorstellung, wie eine chirurgische Lösung aussehen könnte. Blalock und Thomas war klar, dass die Antwort in einer Technik liegen könnte, die sie während ihrer Arbeit an der Vanderbilt bereits für ein völlig anderes Problem entwickelt hatten.
Thomas wurde zunächst beauftragt, an einem Hund eine dem Syndrom entsprechende Zyanose zu verursachen und diesen Zustand durch das Schaffen einer Verbindung zwischen der Lungen- und Unterschlüsselbeinarterie wieder aufzuheben. Unter den 200 Hunden, die Thomas innerhalb zweier Jahre operierte, um die Methode zu vervollkommnen, war auch Anna, eine Laborhündin und Langzeitüberlebende des Experiments, die als einziges Tier auf einem Porträt in den Räumen der Johns-Hopkins-Universität gezeigt wird. Nach zwei Jahren war Thomas in der Lage, zwei der an Hunden nachstellbaren vier Anomalien der Fallot-Tetralogie nachweisbar ohne letale Folgen zu behandeln, und überzeugte Blalock, dass die Übertragung der Operationsmethode auf den Menschen ohne schwerwiegende Folgen für den Operierten möglich wäre.
Am 29. November 1944 wurde die neue Methode erstmals an einem Menschen, Eileen Saxton, durchgeführt. Die Zyanose hatte ihre Lippen und Finger blau gefärbt, auch das Gesicht hatte eine leicht bläuliche Färbung. Sie konnte nur wenige Schritte gehen, bevor sie Atemnot bekam. Während der Operation stand Thomas hinter Blalock und gab ihm Hinweise zur Durchführung der Prozedur, da er den Eingriff an Hunden viel öfter durchgeführt hatte als Blalock. Die Operation war zwar nicht so erfolgreich wie erhofft, verlängerte das Leben der Patientin jedoch um zwei Monate. Blalock und sein Team operierten daraufhin ein elfjähriges Mädchen, diesmal mit durchschlagendem Erfolg: Die Patientin konnte das Krankenhaus drei Wochen später verlassen. Als Nächstes wurde ein sechsjähriger Junge operiert, dessen Gesichtsfarbe sich fast schon dramatisch am Ende der Operation von Blau zu Rosa änderte. Diese drei Fälle waren die Grundlage für den Artikel im Journal of the American Medical Association im Mai 1945, das als Urheber der neuen Methode Blalock und Taussig nannte. Thomas wurde nicht erwähnt.

## Nichtanerkennung Thomas’ Beitrags zum Erfolg
Gleich nachdem der Artikel erschienen war, ging die Meldung um die Welt, Wochenschauen berichteten ebenfalls darüber, wodurch das Ansehen des Johns-Hopkins-Instituts wesentlich gesteigert wurde. Auch Blalock, dessen Karriere kurz zuvor noch am seidenen Faden gehangen hatte, profitierte von dem Erfolg. Die neue Methode wurde als Blalock-Taussig-Shunt bekannt, die Mitwirkung Vivien Thomas’ jedoch wurde weder von Blalock noch von der Johns-Hopkins-Universität erwähnt. Innerhalb eines Jahres wurden bereits mehr als 200 solcher Operationen durchgeführt.
Thomas begann andere in der Operationsmethode auszubilden und wurde so für die jungen Chirurgen zur Legende, der Inbegriff eines überaus präzise und effizient arbeitenden Operateurs. Chirurgen wie Denton Cooley, Alex Haller, Frank Spencer, Rowena Spencer und andere verdankten ihm die Weitergabe chirurgischer Techniken, die sie in die erste Garde der Mediziner in den Vereinigten Staaten aufsteigen ließen. Trotz des ihm entgegengebrachten und tief empfundenen Respekts durch diese Chirurgen und vieler seiner afroamerikanischen Labortechniker, die er an der Johns-Hopkins unterrichtete, wurde Thomas aber nach wie vor schlecht bezahlt. Er arbeitete manchmal sogar nebenbei als Barkeeper, insbesondere auf Partys, die Blalock veranstaltete. Das führte zu Situationen, in denen er Leuten Drinks servierte, die er zuvor am selben Tag noch unterrichtet hatte. Nach Verhandlungen mit Blalock war Thomas im Jahre 1946 schließlich der am höchsten bezahlte Techniker und Afroamerikaner an der Johns-Hopkins-Universität. Die Aufzeichnungen des Hospitals zeigen in den Jahren 1943 bis 1947, dass Blalock jedoch das zehnfache Gehalt erhielt.
Obwohl Thomas nie öffentlich über seine Pläne sprach, enthüllte seine Witwe Clara Flanders Thomas 1987 in einem Interview mit dem Washingtonian, dass Thomas 1947 nochmals versuchte, das College zu besuchen, um seinen Traum, Arzt zu werden, wahr zu machen. Er trug sich an der Morgan State University ein, die ihm seine bisherigen Leistungen jedoch nicht anrechnen wollten. Er stellte fest, dass er, wenn er die gesamte Ausbildung durchlaufen würde, 50 Jahre alt wäre, bevor er überhaupt praktizieren könnte. Er gab diese Idee daher auf.

## Verhältnis zu Blalock
Die Beziehung zwischen Blalock und Thomas gestaltete sich wegen der Rassentrennung kompliziert. Einerseits verteidigte Blalock Thomas und durchbrach – zu jener Zeit eigentlich undenkbar – manche Rassenschranke, um ihn als Techniker behalten zu können. Auf der anderen Seite gab es Grenzen in seiner Toleranz, speziell wenn es um Geld, akademische Bildung und soziale Kontakte außerhalb der Arbeit ging.
Nachdem Blalock 1964 im Alter von 65 an Krebs verstarb, verblieb Thomas noch 15 Jahre an der Johns-Hopkins.

## Späte Anerkennung
1976 wurde Thomas von der Johns-Hopkins-Universität die Ehrendoktorwürde verliehen. Wegen geltender Beschränkungen bekam er jedoch den Ehrendoktor des Rechts und nicht den der Medizin. Thomas erhielt allerdings ein größeres Einkommen, nachdem er ohne akademischen Grad in den Lehrkörper der Johns-Hopkins-Universität aufgenommen worden war.
Thomas schrieb eine Autobiografie, „Partners of the Heart“. Er starb im Alter von 75 Jahren, sein Buch erschien nur wenige Tage später. Bekannt wurde der Fall 1989 durch einen Artikel der Journalistin Katie McCabe in der Zeitschrift Washingtonian (Like something the Lord made).
Seine Lebensgeschichte wurde 2004 unter dem Titel Ein Werk Gottes (Like something the Lord made) von HBO verfilmt und 2003 gab es einen TV-Film über die Partnerschaft der beiden Chirurgen (Partners of the Heart).